# Adrar des Iforas
Adrar des Iforas, även Adrar des Ifôghas, är ett berg. Det är beläget på gränsen mellan Algeriet och Mali.
Arkeologer har här hittat klippmålningar som beskriver män som lever av jakt, jordbruk och boskapsskötsel;
2013 blev platsen tillhåll för islamistiska grupper som flydde undan Frankrikes ingrepp under inbördeskriget. Den 22 februari 2013 utkämpades ett slag här.

### Fotnoter
1. ↑  Velton, Ross (2000). Mali: The Bradt Travel Guide. London: Bradt Publications. sid. 169
2. ↑  Adam Nossiter (9 februari 2013). ”Mali War Shifts as Rebels Hide in High Sahara”. The New York Times. http://www.nytimes.com/2013/02/10/world/africa/new-focus-in-mali-is-finding-militants-who-have-fled-into-mountains.html. Läst 10 februari 2013.